# Uhldingen-Mühlhofen
Uhldingen-Mühlhofen är en kommun (tyska Gemeinde) i Bodenseekreis i delstaten Baden-Württemberg i Tyskland. Kommunen består av ortsdelarna (tyska Ortsteile) Mühlhofen, Oberuhldingen och Unteruhldingen. Folkmängden uppgår till cirka 8 500 invånare, på en yta av 15,66 kvadratkilometer.
Kommunen ingår i kommunalförbundet Meersburg tillsammans med staden Meersburg och kommunerna Daisendorf, Hagnau am Bodensee och Stetten.